# To wiem na pewno
To wiem na pewno (ang. I Know This Much Is True) – amerykański miniserial dramatyczny, ekranizacja powieści Wally'ego Lamba pod tym samym tytułem. Premiera serialu w USA miała miejsce 10 maja 2020 roku na kanale HBO. W Polsce serial zadebiutował dzień później na kanale HBO oraz na platformie HBO GO.

## Fabuła
Historia dwóch braci bliźniaków, Dominicka i Thomasa Birdseyów (Mark Ruffalo w roli obydwu). Punkt wyjścia historii stanowi zdarzenie, w którym Thomas, cierpiący na schizofrenię paranoidalną, demonstracyjnie odcina sobie dłoń. Jako uznany za osobę stwarzającą zagrożenie, zostaje umieszczony w zakładzie zamkniętym. Opiekujący się nim Dominick podejmuje działania zmierzające do wypuszczenia brata na wolność.
Główna akcja serialu toczy się na początku lat 90. XX w., kiedy Dominick i Thomas są w średnim wieku. Liczne retrospekcje ukazują wydarzenia, które wpłynęły na życie obu braci od czasów dzieciństwa przez okres studiów po nieodległą przeszłość.

## Obsada
- Mark Ruffalo – Dominick i Thomas Birdsey
  - Philip Ettinger – Dominick i Thomas Birdsey (młodzi)
  - Donnie Masihi – Dominick Birdsey (dziecko)
  - Rocco Masihi – Thomas Birdsey (dziecko)
- Melissa Leo – Concettina Birdsey, matka Dominicka i Thomasa
- John Procaccino – Ray Birdsey, ojczym Dominicka i Thomasa
- Kathryn Hahn – Dessa Constantine, była żona Dominicka
  - Aisling Franciosi – młoda Dessa
- Rob Huebel – Leo, przyjaciel Dominicka
- Imogen Poots – Joy Hanks, partnerka Dominicka
- Rosie O’Donnell – Lisa Sheffer
- Archie Panjabi – dr Patel
- Michael Greyeyes – Ralph Drinkwater
- Marcello Fonte – Domenico Tempesta, dziadek Dominicka i Thomasa